# حسين صالح
حسين صالح (من مواليد 3 أغسطس 2004 في الغازية، لبنان) هو لاعب كرة قدم لبناني يلعب كلاعب وسط في الراسينغ بيروت في الدوري اللبناني الممتاز.

## مسيرة اللاعب
بدأ لاعب الوسط مسيرته الاحترافية في 1 يوليو 2022 مع الراسينغ بيروت في الدوري اللبناني الدرجة الثانية. صالح هو عضو في منتخب لبنان تحت 23 سنة لكرة القدم، حيث لعب بالفعل أربع مباريات.

## روابط خارجية
- ملف يوروسبورت
- ملف SofaScore